# Mohamad Elouali Akeik
Mohamad Elouali Akeik (en árabe: محمد والي أكيك, El Aaiún, Sahara Español, 1950) es un político saharaui, desde enero de 2020 es el ministro de Asuntos de Territorios Ocupados y Diáspora de la República Árabe Saharaui. Fue primer ministro de la República Árabe Saharaui Democrática del 4 de febrero de 2018 al 13 de enero de 2020 siendo sustituido por Bucharaya Hamudi Beyun.

## Trayectoria
Elouali Akeik nació en 1950 en El Aaiún, la capital del entonces Sahara español.
Fue nombrado el 4 de febrero de 2018 por el presidente Brahim Gali, sucediendo a Abdelkader Taleb Omar, que había sido primer ministro desde fines de 2003. El 13 de enero de 2020 fue sustituido por Bucharaya Hamudi Beyun quien estaba al frente de la cartera de educación. Su nombramiento como primer ministro se produce tras la celebración del XV Congreso del Frente Polisario en Tifariti, zonas liberadas de la RASD.         